# فرمت فایل OFF
OFF (Object File Format) یک قالب فایل تعریف هندسی شامل تشریح شاکله چندضلعی‌های یک شی سه بعدی است. 

## ترکیب
- خط اول: تعداد رأس ها، تعداد صفحه ها،  تعداد لبه ها (که می‌تواند نادیده گرفته شود)
- فهرست رئوس: مختصات X, Y و Z
- لیست صفحه‌ها: تعداد رئوس و پس از آن بترتیب تعداد رئوس سازنده  (فهرست شده از صفر)
- بردار نرمال صفحه‌ها را میتوان از قانون دست راست بدست آورد.

## مثال
```
OFF
#  cube.off
#  A cube
```

```
8 6 12
1.0   0.0   1.0
0.0   1.0   1.0
-1.0   0.0   1.0
0.0  -1.0   1.0
1.0   0.0  0.0
0.0   1.0  0.0
-1.0   0.0  0.0
0.0  -1.0  0.0
4  0 1 2 3  
4  7 4 0 3  
4  4 5 1 0  
4  5 6 2 1  
4  3 2 6 7  
4  6 5 4 7
```